# Karl Eklund (präst)
Karl Anton Eklund, född 25 mars 1851 i Adolf Fredriks församling, Stockholm, död 14 juni 1929 i Maria Magdalena församling, Stockholm, var en svensk präst.

## Biografi
Eklund blev student vid Uppsala universitet 1873 och prästvigdes 1878. Han blev brukspredikant vid Gustafsberg sistnämnda år, komminister i Värmdö församling 1881 och i Maria Magdalena församling i Stockholm 1887 samt kyrkoherde där 1894. Eklund blev ledamot av Nordstjärneorden 1903.